# 2021年东南亚运动会乒乓球比赛
2021年东南亚运动会乒乓球比赛，是因2019冠状病毒病疫情而延期至2022年举行的第31届东南亚运动会的其中一个比赛大项。于2022年5月13日至20日在北江体育厅进行。比赛共有7个小项，包括3个男子小项、3个女子小项和1个混合小项。

## 奖牌榜
*   主办国家/地区（越南）
| 排名                     | 国家 / 地区              | 金牌 | 銀牌 | 銅牌 | 总计 |
| ------------------------ | ------------------------ | ---- | ---- | ---- | ---- |
| 1                        | 泰国                     | 4    | 2    | 2    | 8    |
| 2                        | 新加坡                   | 2    | 3    | 4    | 9    |
| 3                        | 越南*                    | 1    | 0    | 4    | 5    |
| 4                        | 马来西亚                 | 0    | 1    | 4    | 5    |
| 5                        | 菲律宾                   | 0    | 1    | 0    | 1    |
| 总计（共5个国家 / 地区） | 总计（共5个国家 / 地区） | 7    | 7    | 14   | 28   |

## 奖牌得主
| 项目     | 金牌                                                                                                 | 银牌                                                 | 铜牌                                                                                                 |
| 男子单打 | 阮德荀 · 越南（VIE）                                                                                 | Phakpoom Sanguansin · 泰国（THA）                    | 周哲宇 · 新加坡（SGP）                                                                               |
| 男子单打 | 阮德荀 · 越南（VIE）                                                                                 | Phakpoom Sanguansin · 泰国（THA）                    | 阮英秀 · 越南（VIE）                                                                                 |
| 女子单打 | 奥拉旺·巴拉南 · 泰国（THA）                                                                          | 素他西尼·沙卫塔布 · 泰国（THA）                      | 何盈 · 马来西亚（MAS）                                                                               |
| 女子单打 | 奥拉旺·巴拉南 · 泰国（THA）                                                                          | 素他西尼·沙卫塔布 · 泰国（THA）                      | 曾尖 · 新加坡（SGP）                                                                                 |
|          | |                                                      | |
| 男子双打 | 新加坡（SGP） · 周哲宇 · 傅绍峰                                                                      | 菲律宾（PHI） · Richard Gonzales · John Russel Misal | 马来西亚（MAS） · 锺子毅 · 黄祺燊                                                                    |
| 男子双打 | 新加坡（SGP） · 周哲宇 · 傅绍峰                                                                      | 菲律宾（PHI） · Richard Gonzales · John Russel Misal | 新加坡（SGP） · 冯耀恩 · 蔡劭恒                                                                      |
| 女子双打 | 泰国（THA） · 奥拉旺·巴拉南 · 素他西尼·沙卫塔布                                                      | 新加坡（SGP） · 曾尖 · 周靖祎                        | 马来西亚（MAS） · 可人 · 何盈                                                                        |
| 女子双打 | 泰国（THA） · 奥拉旺·巴拉南 · 素他西尼·沙卫塔布                                                      | 新加坡（SGP） · 曾尖 · 周靖祎                        | 越南（VIE） · Nguyễn Thị Nga · Trần Mai Ngọc                                                         |
| 混合双打 | 新加坡（SGP） · 冯耀恩 · 王歆茹                                                                      | 新加坡（SGP） · 周哲宇 · 曾尖                        | 泰国（THA） · 帕达萨·丹威里亚韦差恭 · 素他西尼·沙卫塔布                                              |
| 混合双打 | 新加坡（SGP） · 冯耀恩 · 王歆茹                                                                      | 新加坡（SGP） · 周哲宇 · 曾尖                        | 泰国（THA） · Phakpoom Sanguansin · 奥拉旺·巴拉南                                                    |
|          | |                                                      | |
| 男子团体 | 泰国（THA） · 帕达萨·丹威里亚韦差恭 · Pattaratorn Passara · Phakpoom Sanguansin · Sarayut Tancharoen | 马来西亚（MAS） · 梁志锋 · 锺子毅 · 黄祺燊 · 伍运星  | 新加坡（SGP） · 冯耀恩 · 傅绍峰 · 周哲宇 · 蔡劭恒                                                    |
| 男子团体 | 泰国（THA） · 帕达萨·丹威里亚韦差恭 · Pattaratorn Passara · Phakpoom Sanguansin · Sarayut Tancharoen | 马来西亚（MAS） · 梁志锋 · 锺子毅 · 黄祺燊 · 伍运星  | 越南（VIE） · Đinh Anh Hoàng · 段伯俊英 · Lê Đình Đức · 阮英秀 · 阮德荀                              |
| 女子团体 | 泰国（THA） · 奥拉旺·巴拉南 · Jinnipa Sawettabut · 素他西尼·沙卫塔布 · Wanwisa Aueawiriyayothin      | 新加坡（SGP） · 魏睿萱 · 王歆茹 · 曾尖 · 周靖祎      | 马来西亚（MAS） · 郑丽贤 · 可人 · 何盈 · 郑爱欣                                                      |
| 女子团体 | 泰国（THA） · 奥拉旺·巴拉南 · Jinnipa Sawettabut · 素他西尼·沙卫塔布 · Wanwisa Aueawiriyayothin      | 新加坡（SGP） · 魏睿萱 · 王歆茹 · 曾尖 · 周靖祎      | 越南（VIE） · Bùi Ngọc Lan · Nguyễn Khoa Diệu Khánh · Nguyễn Thị Nga · Trần Mai Ngọc · Vũ Hoài Thanh |